# 이파니
이파니(李琶膩, 1986년 1월 22일 ~ )는 대한민국의 모델, 배우, 가수, 방송인이다. 2006년 한국 플레이보이 모델 선발대회에서 1위를 차지하며 연예계에 데뷔했다.

## 학력
- 동아방송예술대학 방송연예학과

## 결혼
2006년 9월, 20세의 나이에 6살 연상의 요리사와 결혼하였으나 1년 6개월만인 2008년 5월 나이 22세가 되는 해 이혼하였다. 아들이 한 명 있었고 홀로 키우다가 2012년 4월 뮤지컬 배우 서성민과 재혼하였다. 재혼한 후 딸 서이브를 낳았으며 서이브는 마라탕후루라는 제목의 노래로 유명하다.

## 출연작

### 영화
- 2013년 《아티스트 봉만대》 - 이파니 역
- 2016년 《이파니의 시크릿 관음클럽》

### 방송
- 2007년 《고뉴스TV 세계풍물기행》
- 2008년 《앙녀쟁투》
- 2008년 《돌싱러브프로잭트 시즌2 - 이파니의 티아라》
- 2008년 《기상천외! 묻지마 선수단》
- 2008년 《MT왕》
- 2009년 《천하일색 비키니 선수단》
- 2009년 《이경규의 복불복쇼》
- 2009년 《식신원정대》
- 2010년 《그는 당신에게 반하지 않았다》
- 2010년 《출발드림팀 시즌 2》
- 2011년 《체험 삶의 현장》
- 2012년 《Appeal》
- 2012년 《마법의 왕》
- 2013년 《세바퀴》
- 2013년 《이파니의 리얼센스 쉿》
- 2014년 《이파니의 해피엔딩》
- 2014년 《도전 1000곡》
- 2014년 《사랑은 춤을 타고》
- 2014년 《집밥의 여왕》

### 연극
- 2010년 《나는 야한 여자가 좋다》
- 2011년 《가자 장미여관으로》

## 음반 활동
- Lovely Day (with 홍인성) (2011)
- 오빠 (2009)
- Playboy (2008)

### 참여 음반
- 함께 해 (with 쇼타임) (2011)
- O2JAM O.S.T. 꿈속의 신부 with 이파니 (2009)

## 홍보대사 활동
- 2011년 세계롤러선수권대회 홍보대사
- 2010년 미스코 위원회 안면기형아 돕기 홍보대사
- 2009년 평창한우마을 홍보대사
- 2008년 이태원 지구촌 축제 홍보대사

## 수상 경력
- 2006년 대한민국 플레이보이모델 선발대회 1위
- 2008년 제7회 장한 한국인상 공로상

## 같이 보기
- 대한민국의 모델 목록